# Wadesboro, Carolina de Nord
Wadesboro este un oraș și sediul comitatului Anson, statul  Carolina de Nord,  Statele Unite ale Americii.